# Carduelis cabaret

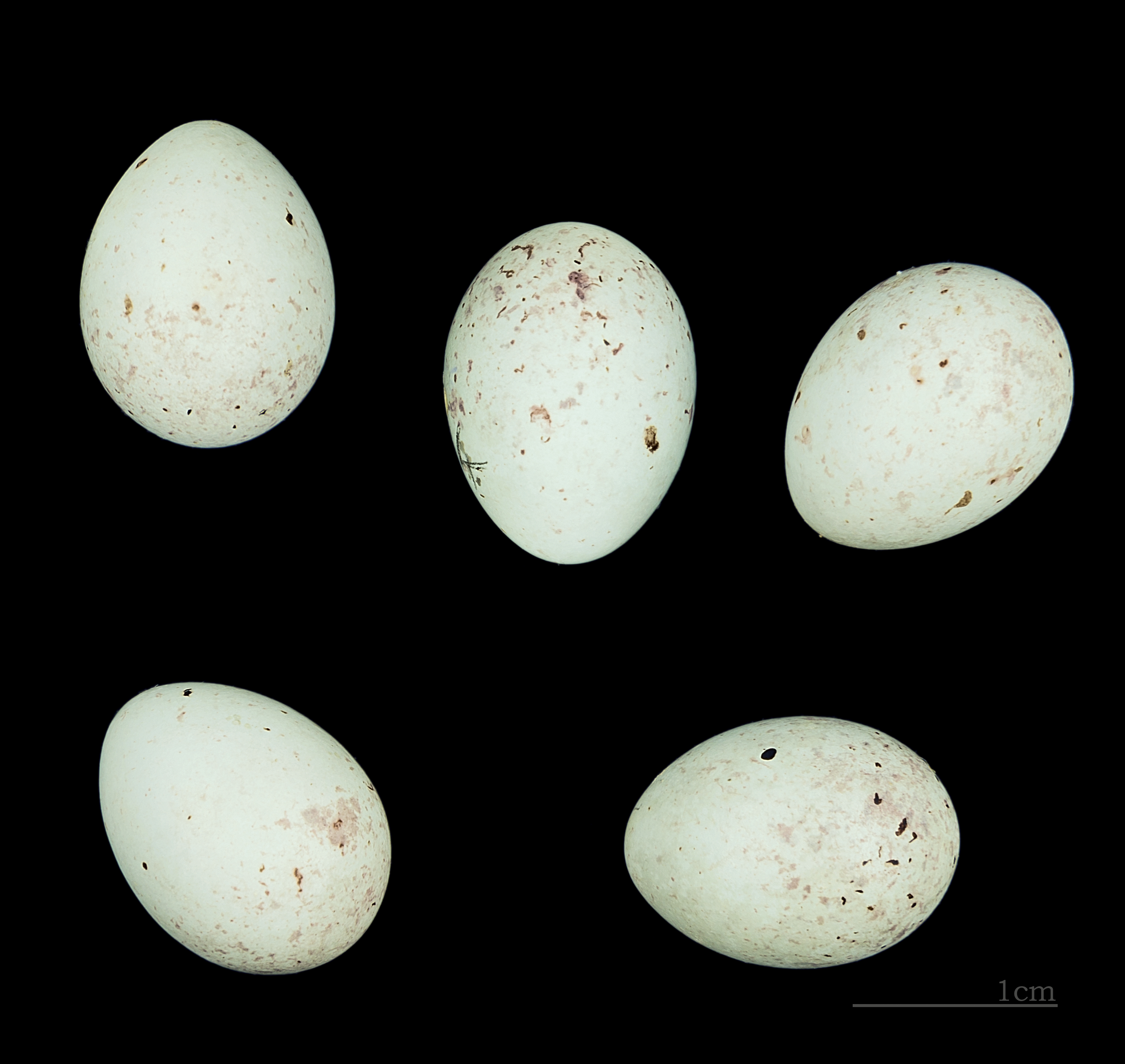
Carduelis cabaret

Carduelis cabaret là một loài chim trong họ Fringillidae.

## Hình ảnh

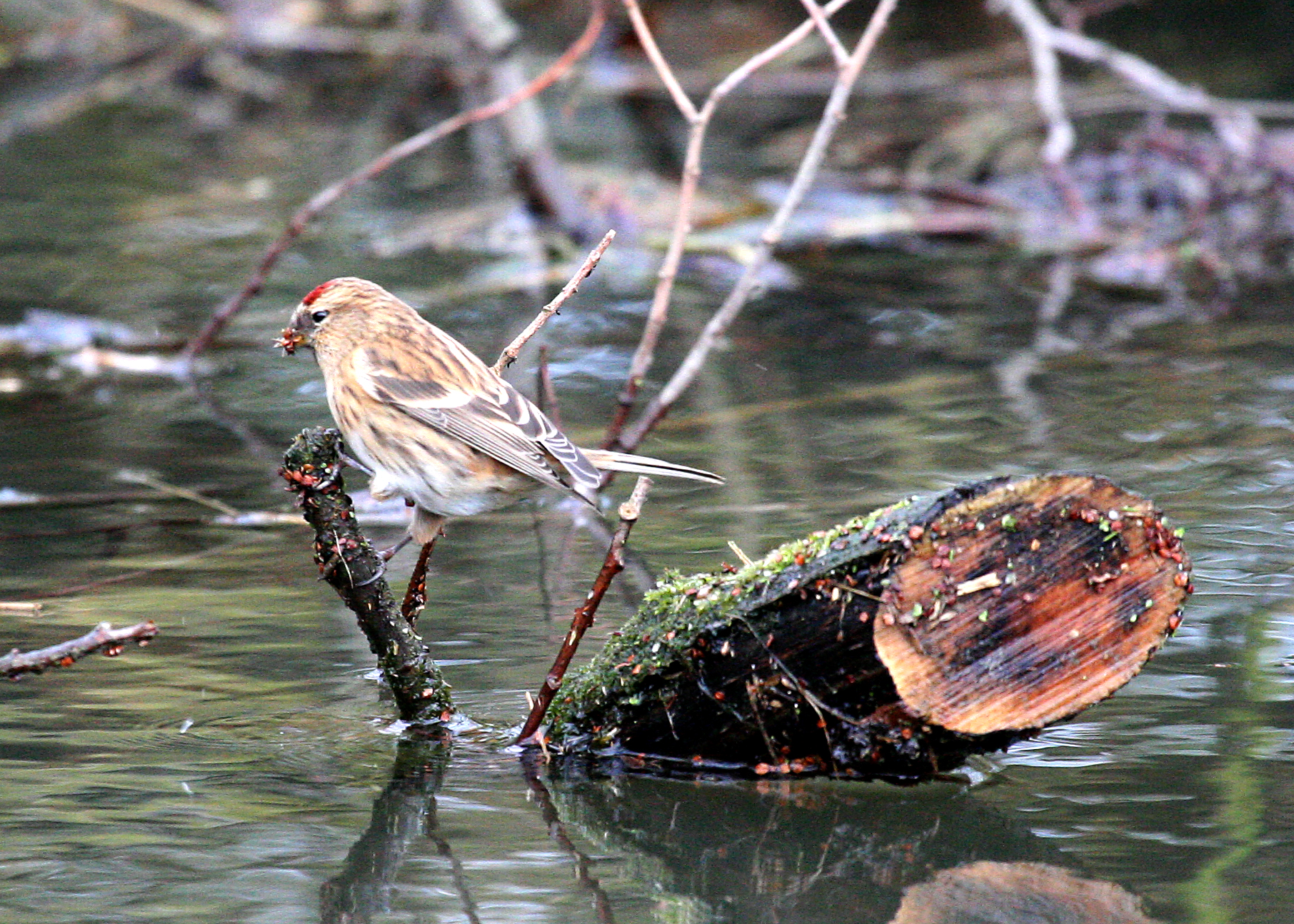
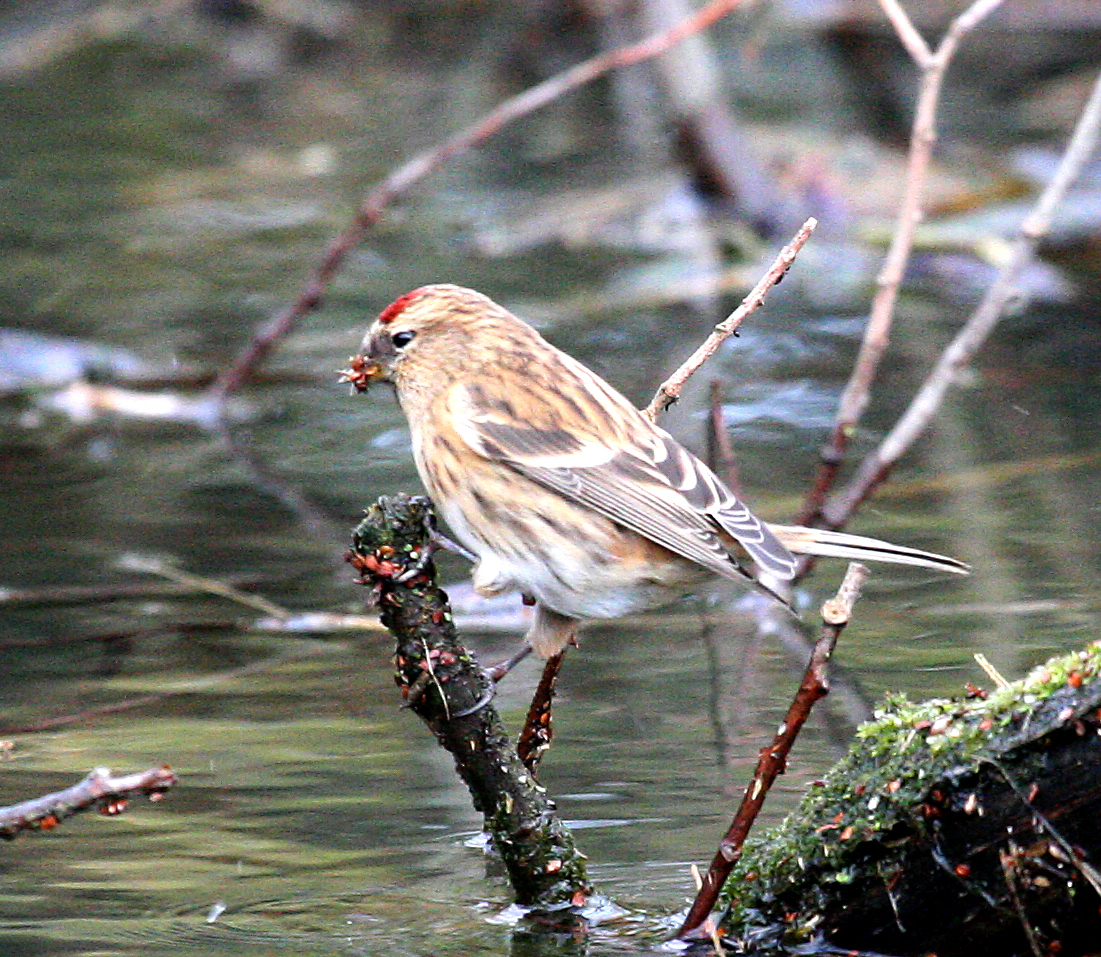
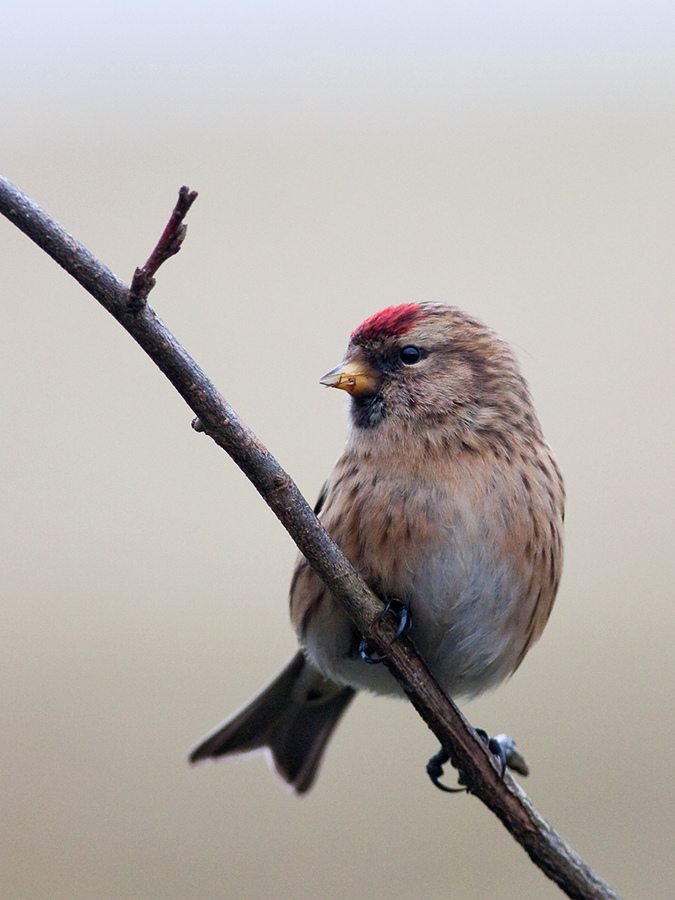